# کاوای، ایواته
کاوای، ایواته (به لاتین: Kawai, Iwate) یک منطقهٔ مسکونی در ژاپن است که در ناحیه توهوکو واقع شده‌است. کاوای ۲٬۹۵۲ نفر جمعیت دارد.